# Vigilante (comics)
Greg Saunders é o primeiro personagem fictício conhecido como " Vigilante " que apareceu nos quadrinhos americanos publicados pela DC Comics .
O personagem foi um dos primeiros personagens da DC Comics adaptados para filmes de ação ao vivo, superando o Super-Homem por um ano.

## História
O Vigilante original era um herói de tema ocidental que estreou em Action Comics # 42 (novembro de 1941): originalmente chamado Greg Sanders , a ortografia foi alterada para Greg Saunders nos anos 90. Neto de um lutador nativo americano e filho de um xerife em Wyoming, Saunders, quando jovem, mudou-se para o leste para a cidade de Nova York e se tornou um cantor country, "Prairie Troubadour" da rádio. Greg voltou para sua casa depois que seu pai foi morto, trazendo à justiça a gangue de bandidos que o mataram. 
O Vigilante, como muitos heróis da época, adquiriu um companheiro para ajudá-lo em seu combate ao crime. Stuff the Chinatown Kid foi introduzido na Action Comics # 45. Ele ajudou o Vigilante quando um espião japonês conhecido como o Chefe acusou o avô de Stuff por provocar uma guerra de Tong.
A maioria das aventuras individuais do Vigilante eram contra criminosos fantasiados e sem motor. Ele era um excelente lutador, atirador de truques, atirador de elite, cavaleiro e motociclista e especialista no laço. Essas habilidades lhe deram vantagem sobre seus adversários em suas aventuras, que se concentravam principalmente na cidade de Nova York.

## Poderes e habilidades
O Vigilante é um excelente combatente corpo a corpo, um atirador brilhante e um mestre do laço.